# 한국중공업
한국중공업(韓國重工業)은 발전설비, 산업설비, 선박용 엔진 등을 생산하는 공기업이었다. 다시 민영화되기 직전 정부출자기관 중 한국산업은행(43.8%), 한국전력공사(40.5%), 한국외환은행(15.7%)이 지분을 보유하고 있었다. 1997년 외환위기 이후 제기된 공기업의 경영합리화 과정에서 1차 민영화 대상으로 지정되어 지분매각을 추진하였으며 2000년 두산그룹에 인수되었고, 사명을 두산중공업으로 변경하였다. 본사 소재지는 현재의 경상남도 창원시 성산구 두산볼보로 22(귀곡동 555)였다. 2022년 3월 29일 이후 사명이 두산에너빌리티로 변경되었다.

## 연혁
- 1962년 9월 20일 민영기업 현대양행(주) 설립
- 1980년 10월 한국중공업(주)로 사명 변경(공기업 전환)[6]
- 1998년 7월 완전민영화 방침 발표
- 2000년 12월 두산그룹이 인수하면서 다시 민영화[7]
- 2001년 3월 두산중공업(주)로 사명 변경
- 2005년 1월 대우종합기계(주) 인수
- 2022년 3월 두산에너빌리티로 사명 변경